# Nico Hischier
Nico Hischier, né le  4 janvier 1999 à Naters, dans le canton du Valais en Suisse, est un joueur suisse de hockey sur glace. Il évolue au poste de centre.

## Biographie
Né le 4 janvier 1999 à Naters, Nico Hischier est le fils de Rino et Katja Hischier. Il a un frère, Luca, également joueur de hockey, et une sœur, Nina, plus âgés que lui. Son père est un ancien footballeur au FC Naters, avec qui il a joué en 1re ligue et en Ligue nationale B notamment, avant de devenir instructeur de football pendant quatorze ans auprès de l’Association suisse de football, alors que sa mère, une ancienne nageuse, est professeur de sport au lycée-collège Spiritus Sanctus de Brigue. Il apprend à patiner avec sa mère à la patinoire de Viège, la Litterna-Halle, dès l’âge de deux ans et demi, où il découvre aussitôt le hockey sur glace. Jusqu’à l’âge de douze ans, il pratique en parallèle le football et le hockey sur glace, avant d’opter pour le second où il avait, à l’instar de son frère et selon son père, « pas mal de facilité et d’aisance sur la glace ».
Formé d’abord au HC Viège, il rejoint à l’âge de quinze ans le mouvement junior du CP Berne où évolue déjà son frère aîné. Là, ils peuvent vivre chez leur tante, qui habite dans la banlieue de la capitale suisse. En 2015, l’entraîneur de la première équipe, Guy Boucher, lui offre ses premières minutes en Ligue nationale A. Le 11 décembre 2015, à l’occasion d’un match contre le HC Ambrì-Piotta, il marque son premier but chez les professionnels, devenant alors le deuxième plus jeune buteur du championnat de Suisse après Michel Riesen. Au total, il joue quinze matchs avec les Ours bernois. Durant cette même saison, il est également prêté pour quelques matchs à son club formateur, qui joue en deuxième division suisse.
Repêché par les Mooseheads d'Halifax, Hischier rejoint la Ligue de hockey junior majeur du Québec au début de la saison 2016-2017 dans l’espoir de progresser au mieux. Auteur de 86 points en 57 matchs dans la LHJMQ, il fait également forte impression auprès des suiveurs et de ses adversaires lors du championnat du monde junior lors duquel il mène l’équipe de Suisse en quart de finale. L’entraîneur américain Bob Motzko (en) affirme alors qu’il est « le meilleur joueur qu’il a vu lors du tournoi ». Au terme de la saison, il remporte plusieurs trophées, notamment la Coupe RDS récompensant la meilleure recrue de la LHJMQ, et le prix de la recrue de la saison de la Ligue canadienne de hockey. Ses performances lui permettent d’être considéré comme le meilleur espoir du repêchage d'entrée dans la LNH 2017, avec le Canadien Nolan Patrick. Le 23 juin 2017 à Chicago, il est le premier joueur appelé, par les Devils du New Jersey, devenant ainsi le premier Suisse et le septième Européen à être choisi en première position d’un repêchage de la Ligue nationale de hockey. Il est aussi le neuvième joueur suisse à être repêché au premier tour.

## Statistiques
| Saison     | Équipe               | Ligue            |     | Saison régulière | Saison régulière | Saison régulière | Saison régulière | Saison régulière |   | Séries éliminatoires | Séries éliminatoires | Séries éliminatoires | Séries éliminatoires | Séries éliminatoires |
| Saison     | Équipe               | Ligue            | PJ  | B                | A                | Pts              | Pun              | PJ               | B | A                    | Pts                  | Pun                  |                      |                      |
| 2014-2015  | CP Berne -17         | Novices Élites   | 22  | 28               | 33               | 61               | 2                | 3                | 4 | 5                    | 9                    | 0                    |                      |                      |
| 2014-2015  | CP Berne -20         | Juniors Élites A | 11  | 1                | 1                | 2                | 2                | 10               | 3 | 3                    | 6                    | 0                    |                      |                      |
| 2015-2016  | CP Berne             | LNA              | 15  | 1                | 0                | 1                | 2                | -                | - | -                    | -                    | -                    |                      |                      |
| 2015-2016  | HC Viège             | LNB              | 7   | 1                | 1                | 2                | 0                | 6                | 2 | 0                    | 2                    | 8                    |                      |                      |
| 2015-2016  | CP Berne U20         | Juniors Élites A | 18  | 11               | 17               | 28               | 6                | 9                | 1 | 8                    | 9                    | 2                    |                      |                      |
| 2016-2017  | Mooseheads d'Halifax | LHJMQ            | 57  | 38               | 48               | 86               | 24               | 6                | 3 | 4                    | 7                    | 0                    |                      |                      |
| 2017-2018  | Devils du New Jersey | LNH              | 82  | 20               | 32               | 52               | 26               | 5                | 1 | 0                    | 1                    | 0                    |                      |                      |
| 2018-2019  | Devils du New Jersey | LNH              | 69  | 17               | 30               | 47               | 24               | -                | - | -                    | -                    | -                    |                      |                      |
| 2019-2020  | Devils du New Jersey | LNH              | 58  | 14               | 22               | 36               | 12               | -                | - | -                    | -                    | -                    |                      |                      |
| 2020-2021  | Devils du New Jersey | LNH              | 21  | 6                | 5                | 11               | 4                | -                | - | -                    | -                    | -                    |                      |                      |
| 2021-2022  | Devils du New Jersey | LNH              | 70  | 21               | 39               | 60               | 17               | -                | - | -                    | -                    | -                    |                      |                      |
| 2022-2023  | Devils du New Jersey | LNH              | 81  | 31               | 49               | 80               | 10               | 12               | 1 | 6                    | 7                    | 2                    |                      |                      |
| 2023-2024  | Devils du New Jersey | LNH              | 71  | 27               | 40               | 67               | 12               | -                | - | -                    | -                    | -                    |                      |                      |
| Totaux LNH | Totaux LNH           | Totaux LNH       | 452 | 136              | 217              | 353              | 105              | 17               | 2 | 6                    | 8                    | 2                    |                      |                      |

| Année | Équipe        | Compétition                  |    | PJ | B | A  | Pts | Pun               |  | Résultat |
| 2015  | Suisse U18    | Championnat du monde -18 ans | 5  | 1  | 0 | 1  | 0   | 4e place          |  |          |
| 2016  | CP Berne      | Coupe de Suisse              | 1  | 0  | 0 | 0  | 0   | Demi-finale       |  |          |
| 2016  | HC Viège      | Coupe de Suisse              | 1  | 0  | 0 | 0  | 2   | Quart de finale   |  |          |
| 2016  | Suisse junior | Championnat du monde junior  | 6  | 0  | 2 | 2  | 0   | 9e place          |  |          |
| 2016  | Suisse U18    | Championnat du monde -18 ans | 5  | 1  | 3 | 4  | 0   | 8e place          |  |          |
| 2017  | Suisse junior | Championnat du monde junior  | 5  | 4  | 3 | 7  | 2   | 7e place          |  |          |
| 2017  | Suisse U18    | Championnat du monde -18 ans | 5  | 1  | 5 | 6  | 0   | 8e place          |  |          |
| 2019  | Suisse        | Championnat du monde         | 8  | 4  | 5 | 9  | 4   | 8e place          |  |          |
| 2021  | Suisse        | Championnat du monde         | 8  | 2  | 4 | 6  | 2   | 6e place          |  |          |
| 2022  | Suisse        | Championnat du monde         | 8  | 5  | 3 | 8  | 2   | 5e place          |  |          |
| 2023  | Suisse        | Championnat du monde         | 4  | 1  | 2 | 3  | 0   | 5e place          |  |          |
| 2024  | Suisse        | Championnat du monde         | 10 | 6  | 5 | 11 | 2   | Médaille d'argent |  |          |

## Trophées et honneurs personnels

### Ligue de hockey junior majeur du Québec
- 2016-2017 :
  - vainqueur du trophée Michael-Bossy
  - vainqueur du trophée Michel-Bergeron
  - vainqueur de la Coupe RDS

### Ligue canadienne de hockey
- 2016-2017 : nommé recrue de la saison

### Ligue nationale de hockey
- 2015-2016 : récipiendaire du Prix d'excellence E.-J.-McGuire
- 2019-2020 : participe au 65e Match des étoiles de la LNH